# Michajlovo (Vratsa)
Michajlovo (Bulgaars: Миха̀йлово), voorheen Dolno Gnojnitsa (Долна Гнойница), is een dorp in het noordwesten van Bulgarije. Het dorp is gelegen in de gemeente Chaïredin in de oblast Vratsa. Het dorp ligt ongeveer 40 km ten noorden van Vratsa, 47 km ten oosten van Montana en 99 km ten noorden van de hoofdstad Sofia. 

## Bevolking
Op 31 december 2020 telde het dorp 954 inwoners, een daling ten opzichte van het maximum van 3.166 inwoners in 1946.
|  |

In het dorp wonen hoofdzakelijk etnische Bulgaren (82,8%) en Roma (16,6%).
| Etnische samenstelling van de respondenten (2011) | Etnische samenstelling van de respondenten (2011) | Etnische samenstelling van de respondenten (2011) | Etnische samenstelling van de respondenten (2011) | Etnische samenstelling van de respondenten (2011) |
| ------------------------------------------------- | ------------------------------------------------- | ------------------------------------------------- | ------------------------------------------------- | ------------------------------------------------- |
|                                                   |                                                   |                                                   |                                                   |                                                   |
| Bulgaren                                          | Bulgaren                                          |                                                   | 82,8%                                             | 82,8%                                             |
| Turken                                            | Turken                                            |                                                   | 0,0%                                              | 0,0%                                              |
| Roma                                              | Roma                                              |                                                   | 16,6%                                             | 16,6%                                             |
| Anders/Onbekend                                   | Anders/Onbekend                                   |                                                   | 0,6%                                              | 0,6%                                              |